# Fã
O fanático, abreviado fã ('ˈfɐ̃', do inglês "fanatic"; do latim "fanaticus": ''louco", "entusiasta", "inspirado por um deus'') ou tiete, é uma pessoa dedicada a expressar sua admiração e interesse exagerado por algo ou por alguém; é apaixonado desvairado, podendo ser: uma pessoa, grupo, ideia, esporte, ou um objeto inanimado (por exemplo, um automóvel ou um modelo de computador). A pessoa que acredita cegamente nos ensinamentos da religião ou da doutrina política.

## Dia do Fã
O Dia do fã é uma data comemorativa celebrada no dia 17 de março na cidade brasileira de São Paulo. Esta data foi oficializada pela Câmara dos Vereadores de São Paulo pela lei 13 868, criada pelo vereador Roger Lin em 7 de julho de 2004. A lei municipal da cidade de São Paulo é uma comemoração feita para homenagear fãs de séries de TV e de cinema.

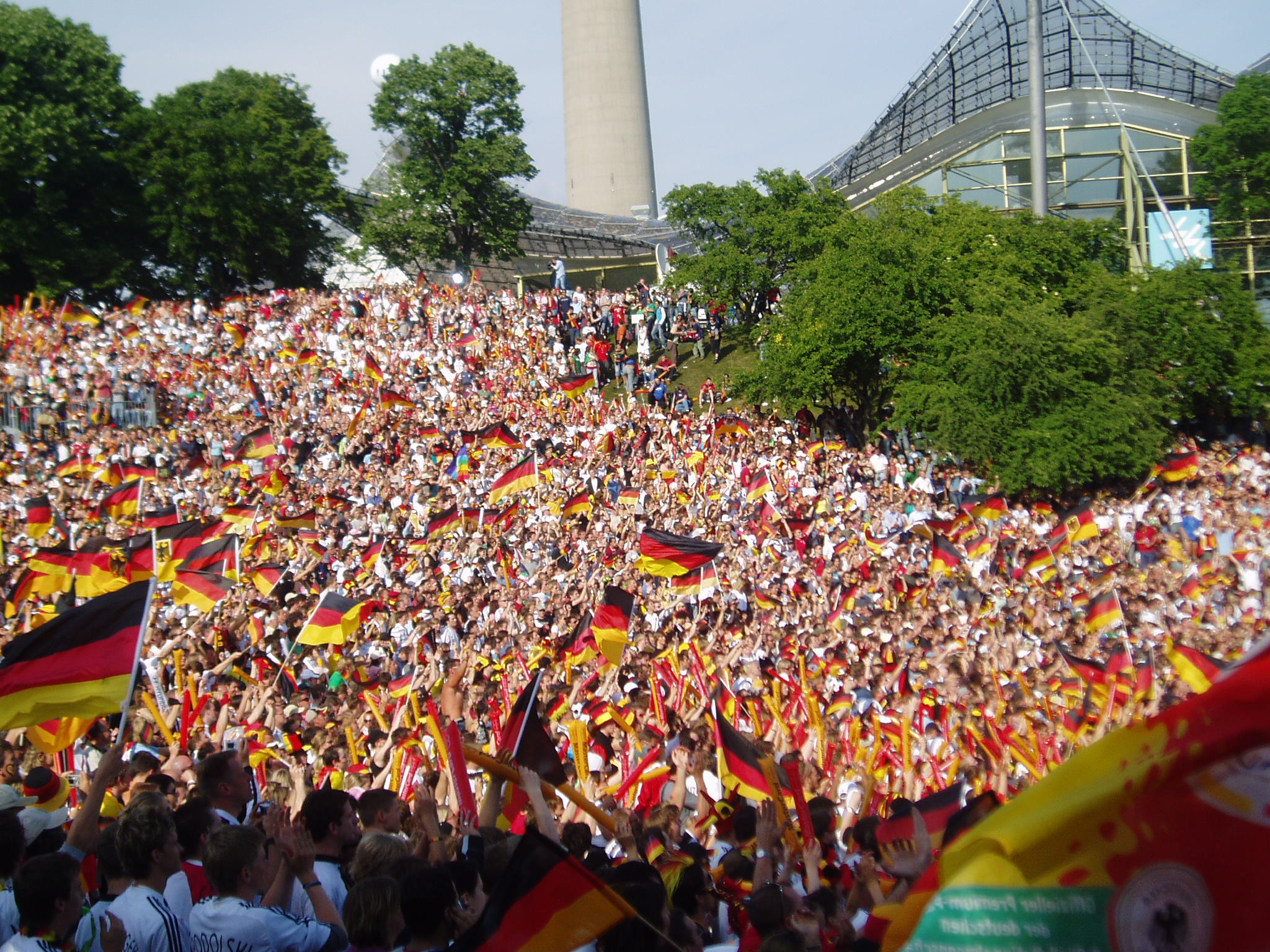
Fãs alemães em Munique, durante a Copa do Mundo FIFA de 2006.

## Esporte
No contexto do esporte, especialmente no futebol, o fã é um torcedor de um certo clube de futebol. A claque de apoio reúne torcedores de um clube em competições esportivas para apoiar os atletas e a equipe pelas quais têm predileção. Uma das formas extremas de claques de apoio são os ultras, que situam-se num ponto intermediário entre os torcedores comuns e os torcedores mais violentos, como os barra bravas e os hooligans.

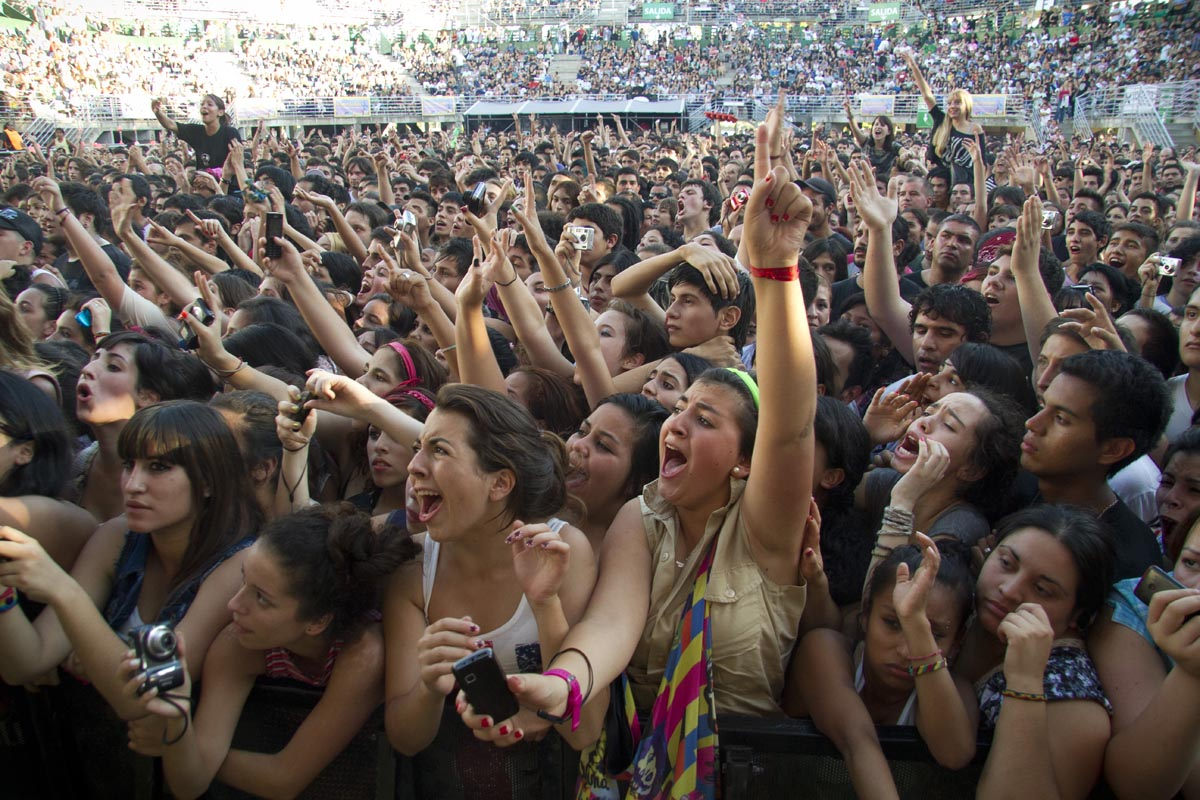
Fãs em um recital em Buenos Aires, Argentina.

## Fanfic,fanzineefandom
Fanfic (abreviação do termo em inglês fan fiction, ou seja, "ficção de fãs") são contos ou romance escritos por quem gosta de determinado filme, livro, história em quadrinhos ou quaisquer outros meios de comunicação. 
Fanzines (abreviação de fanatic magazine, ou seja revista de fãs) são revistas editadas por fãs. A versão eletrônica de um fanzine, distribuída por e-mail ou postada num site, chama-se E-zine.
Fandom (abreviação de fan kingdom, que significa "reino dos fãs") refere-se às subculturas originadas da formação de grupos de fãs que partilham do mesmo interesse.

## Comércio
As indústrias costumam disponibilizar, para fãs de determinadas celebridades, objetos, clubes de futebol etc., autógrafos, pôsteres e outros produtos relacionados a seus ídolos.

## Crítica
Ao comentar sobre as críticas que recebe por suas opiniões, Regis Tadeu afirmou: 
"As pessoas têm medo de ouvir a opinião de um profissional especializado, e como sempre digo e repito, todo fã é um idiota se não consegue perceber quando seu ídolo pisa na bola em termos artísticos. Infelizmente, adoração por parte de fãs retardados fez com que a música em si tenha se tornado o menos importante".